# José Sánchez Ocaña
José Sánchez-Ocaña López de Hontiveros  (Béjar, 16 de octubre de 1798-Madrid, 24 de febrero de 1887) fue un hacendista y político español.  

## Biografía
Hijo de Andrés Sánchez de Ocaña, abogado de los Reales Consejos y diputado en las Cortes de Cádiz de 1812, nacido también en Béjar, estudió en el Instituto San Isidro de Madrid y se licenció en Derecho. En 1816 ingresó en la Hacienda Pública. Fue después meritorio en la Dirección General de Rentas como escribiente, administrador de Rentas del partido de Alcalá de Henares, oficial, jefe de Mesa, secretario de la sección de Hacienda del Consejo Real de España y de las Indias, intendente en Almería, vocal de la Junta de Aranceles, jefe de sección y director de la sección de Contribuciones, todo ello sucesivamente. En 1843 fue elegido senador por Ciudad Real. En 1851 fue subsecretario de Hacienda. En 1856 fue nombrado director general de la Deuda. El 14 de enero de 1858 es nombrado ministro de Hacienda, cargo que desempeñará hasta el 30 de junio siguiente dentro del gobierno de Francisco Javier de Istúriz. Nuevamente fue nombrado ministro de Hacienda por el general Ramón María Narváez entre febrero y abril de 1868 hasta el fallecimiento del presidente del Consejo de Ministros. Con la llegada de la Restauración es nombrado senador electivo en 1876 y vitalicio por Antonio Cánovas del Castillo en 1877.
Fue caballero de la Orden de Carlos III y caballero de la Orden de Isabel la Católica. En el año 1855 publicó una obra titulada Reseña histórica sobre el estado de la Hacienda y del Tesoro Público en España, durante la administración progresista y moderada.
Fiel partidario del moderantismo español, destacó por su amistad con Juan Bravo Murillo y con el general Ramón María Narváez. Consiguió la concesión de título de ciudad para su villa natal, motivo por el cual el ayuntamiento bejarano le dedicó una calle.
Murió en Madrid en 1887.